# اشپورت‌شو

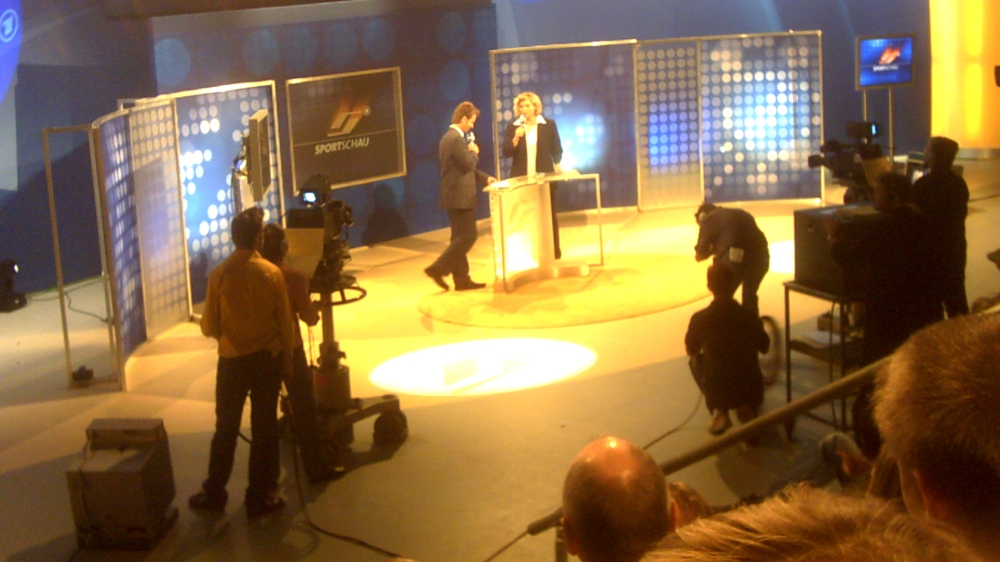
Mdr info ویژه از نمایشگاه IFA سال 2005 در برلین

اشپورت‌شو یک مجله ورزشی است که در داس ارسته شبکه یک آلمان پخش می‌شود و توسط Westdeutscher Rundfunk Köln به اختصار WDR در کلن تولید می‌شود. این برنامه از سال ۱۹۶۱تا کنون هر شنبه پخش می‌شود. در این برنامه خلاصه‌ای از بازی‌های بوندسلیگا همان هفته پخش می‌شود

## ویژه پخش
داس ارسته همچنین نمایش مسابقات فوتبالتیم ملی فوتبال آلمان یا جام حذفی فوتبال آلمان و همچنین جام جهانی فوتبال، تور قهرمانی اتوموبیل آلمان به اختصار DTM همین‌طور ورزش‌های زمستانی و بازی‌های المپیک را در یک ویژه برنامه با همین نام پخش می‌کند.